# Romgaz
Societatea Națională de Gaze Naturale Romgaz SA, (SNSN Romgaz), är en rumänsk naturgasproducent med säte i Mediaș. Företaget ägs till 70,01% av rumänska staten. Romgaz är noterat på Bukarestbörsen. Företaget har produktionsanläggningar i Târgu Mureș och Mediaș samt en anläggning för underjordisk lagring i Ploieşti.